# Arenaria auricoma
Arenaria auricoma är en nejlikväxtart som beskrevs av T.W. Tsui och Li Hua Zhou. Arenaria auricoma ingår i släktet narvar, och familjen nejlikväxter. Inga underarter finns listade i Catalogue of Life.